# Domaine de Pailhès
 (mai 2017).
Si vous disposez d'ouvrages ou d'articles de référence ou si vous connaissez des sites web de qualité traitant du thème abordé ici, merci de compléter l'article en donnant les références utiles à sa vérifiabilité et en les liant à la section « Notes et références ».

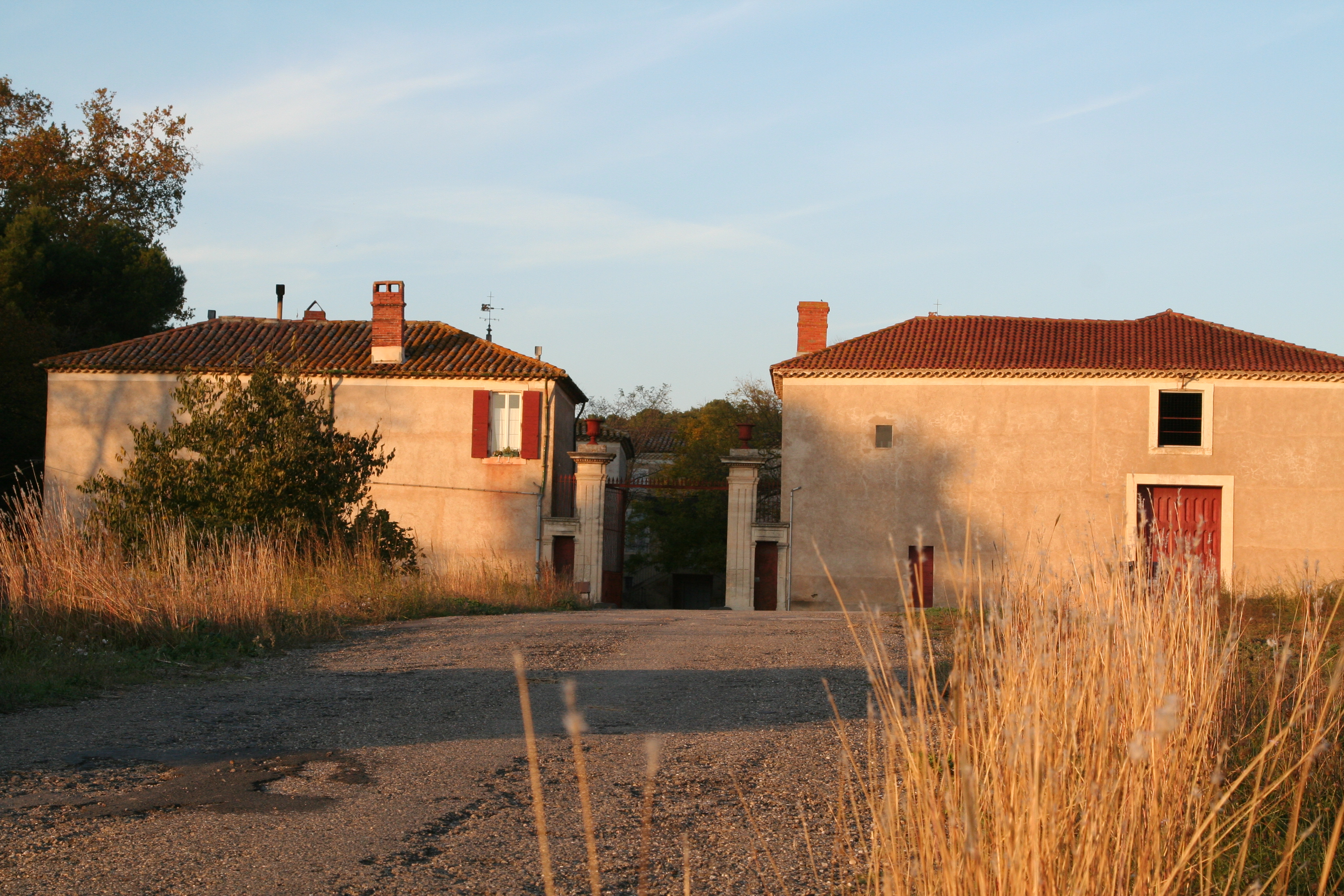
Domaine de Pailhès

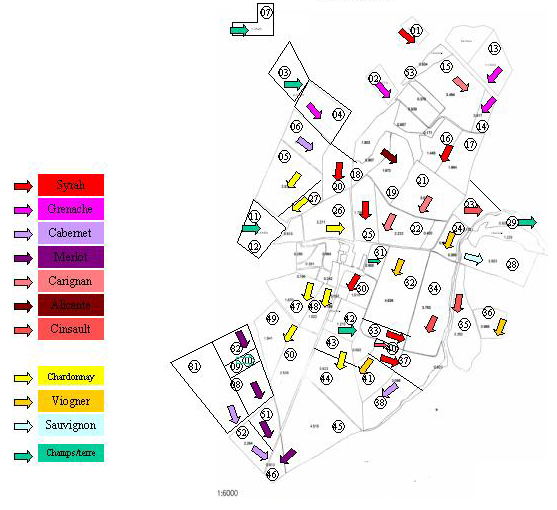
Cépages du domaine de Pailhès 2006

Le Domaine de Pailhès est un domaine viticole situé sur le territoire de la commune de Béziers dans le département de l'Hérault.
La culture de la vigne s’étend sur un domaine vallonné d'une superficie de 80 hectares. La vinification est traditionnelle avec l’utilisation de pressoir à vin à vis verticale de type « Marmonier ».
Le  millésime 2009 du domaine de Pailhès a obtenu une médaille d'or dans la catégorie  « tranquille Rouge » au Concours International des Vins à Lyon de 2010.

## Histoire du domaine
Il fut acquis au XVIIIe siècle par la famille  Roubes puis par succession arriva au XIXe siècle dans la famille Guibert et devint ensuite la propriété de madame de Vulliod (1890-1982), née  Marie-Antoinette Louise Guibert, dont descendent les propriétaires actuels.